# Willard Scott
Willard Scott (ur. 7 marca 1934 w Alexandrii, zm. 4 września 2021 w Delaplane) – amerykański prezenter radiowy i telewizyjny. Jako pierwszy, wcielił się w postać Ronalda McDonalda.

## Życiorys
W 1950 roku rozpoczął pracę w stacji WRC-AM, następnie rozpoczął studia na American University. W 1956 roku wstąpił do United States Navy, stacjonował wówczas w Norfolk, jednocześnie związany był ze stacją radiową WAVY. Do 1974 roku współpracował z Edem Walkerem przy prowadzeniu programu radiowego The Joy Boys. W latach 1959–1962 wcielał się w postać Bozo the Clowna, a rok później jako pierwszy wcielił się w Ronalda McDonalda, który stał się maskotką sieci McDonald’s; wziął udział w trzech reklamach telewizyjnych tejże sieci.
Był także związany ze stacją NBC, w ramach której od 1970 do 1996 roku pracował jako prezenter pogody, jednocześnie od 1980 roku występował w programie Today. Od 1983 roku składał w telewizji życzenia urodzinowe osobom, które ukończyły co najmniej 100. rok życia. W 2015 roku przeszedł na emeryturę, jednak okazjonalnie pojawiał się w telewizji, by kontynuować zwyczaj składania stulatkom życzeń urodzinowych.
Willard Scott zmarł 4 września 2021 roku. Po jego śmierci przedsiębiorstwo spożywcze Smucker’s (produkujące m.in. dżemy) w ramach upamiętnienia zamieściło jego wizerunek na słoikach z własnymi wyrobami.

## Życie prywatne
W 1959 roku poślubił Mary Dwyer Scott, pozostając z nią w związku małżeńskim do jej śmierci w 2002 roku; miał z nią dwoje dzieci. Od 2014 roku do swojej śmierci był mężem Paris Keeny.